# All the Time in the World (Lazlo Bane)
All the Time in the World è il secondo album studio del gruppo alternative rock statunitense Lazlo Bane, uscito nel 2002 dopo 5 anni da 11 Transistor.

## L'album
All the Time in the World non ha più lo stile duro che ha caratterizzato, grazie all'ampio uso della chitarra elettrica, l'album precedente; bensì contiene l'utilizzo di una vasta gamma di strumenti, che va dal sassofono al pianoforte e cordofoni vari.

## Tracce
1. All the Time in the World - 3:16
2. Trampoline - 3:05
3. Superman - 3:43
4. Ship On the Wall - 3:44
5. Gold Miner Dream - 4:10
6. Carbon Copy - 2:53
7. Hold Me - 2:51
8. Out of Steam - 5:03
9. Are You Talking to Me? - 2:02
10. Scene of the Crime - 4:06
11. Breathe Me In - 4:16
12. Crooked Smile - 5:51[3]